# Championnats d'Amérique du Nord de patinage artistique 1949
Navigation
Édition précédente Édition suivante
Les 13e championnats d'Amérique du Nord de patinage artistique ont lieu les 11 et 12 mars 1949 à Philadelphie dans l'État de Pennsylvanie aux États-Unis. C'est la deuxième fois que Philadelphie organise les championnats nord-américains après l'édition de 1941.
Pour la première et la dernière fois, cinq épreuves y sont organisées: messieurs, dames, couples artistiques, danse sur glace et quartettes. C'est la dernière fois que le concours des quartettes est organisé lors des championnats d'Amérique du Nord.

## Podiums
| Épreuves                            | Or                                                                    | Argent                                                       | Bronze                                                         |
| ----------------------------------- | --------------------------------------------------------------------- | ------------------------------------------------------------ | -------------------------------------------------------------- |
| Messieurs résultats détaillés       | Dick Button                                                           | James Grogan                                                 | Hayes Alan Jenkins                                             |
| Dames résultats détaillés           | Yvonne Sherman                                                        | Marlene Smith                                                | Virginia Baxter                                                |
| Couples résultats détaillés         | Karol Kennedy / Peter Kennedy                                         | Marlene Smith / Donald Gilchrist                             | Irene Maguire / Walter Muehlbronner                            |
| Danse sur glace résultats détaillés | Lois Waring / Walter Bainbridge                                       | Irene Maguire / Walter Muehlbronner                          | Ann Davies / Carleton Hoffner                                  |
| Quartettes résultats détaillés      | Janet Gerhauser / Marilyn Thomsen / Marlyn Thomsen / John Nightingale | Mary Kenner / Vera Smith / Peter Dunfield / Peter Firstbrook | Jean Matzke / Elizabeth Royer / E. Newbold Black / Henry Mayer |

## Tableau des médailles
| Rang  | Nation     | Or | Argent | Bronze | Total |
| ----- | ---------- | -- | ------ | ------ | ----- |
| 1     | États-Unis | 5  | 2      | 5      | 12    |
| 2     | Canada     | 0  | 3      | 0      | 3     |
| Total | Total      | 5  | 5      | 5      | 15    |

## Détails des compétitions

### Messieurs
| Rang | Nom                | Pays       |
| ---- | ------------------ | ---------- |
| 1    | Dick Button        | États-Unis |
| 2    | James Grogan       | États-Unis |
| 3    | Hayes Alan Jenkins | États-Unis |
| 4    | Roger Wickson      | Canada     |
| 5    | Austin Holt        | États-Unis |
| 6    | William Lewis      | Canada     |
| 7    |                    |            |
| 8    | Jean Matthews      | Canada     |

### Dames
| Rang | Nom              | Pays       |
| ---- | ---------------- | ---------- |
| 1    | Yvonne Sherman   | États-Unis |
| 2    | Marlene Smith    | Canada     |
| 3    | Virginia Baxter  | États-Unis |
| 4    | Gretchen Merrill | États-Unis |
| 5    | Suzanne Morrow   | Canada     |
| 6    | Patsy Earl       | Canada     |
| 7    | Helen Uhl        | États-Unis |
| 8    | Jeane Matthews   | Canada     |

### Couples
| Rang    | Nom                                 | Pays       |
| ------- | ----------------------------------- | ---------- |
| 1       | Karol Kennedy / Peter Kennedy       | États-Unis |
| 2       | Marlene Smith / Donald Gilchrist    | Canada     |
| 3       | Irene Maguire / Walter Muehlbronner | États-Unis |
| 4       | Patsy Hamm / Jack Boyle             | États-Unis |
| 5       | Pearle Simmers / David Spalding     | Canada     |
| Forfait | Anne Davies / Carleton Hoffner      | États-Unis |

### Danse sur glace
| Rang | Nom                                | Pays       |
| ---- | ---------------------------------- | ---------- |
| 1    | Lois Waring / Walter Bainbridge    | États-Unis |
| 2    | Irene Maguire / Walter Muehlbroner | États-Unis |
| 3    | Ann Davies / Carleton Hoffner      | États-Unis |
| 4    | Pierrette Paquin / Donald Tobin    | Canada     |
| 5    | Joy Forsyth / Ronald Vincent       | Canada     |

### Quartettes
| Rang | Nom                                                                   | Pays       |
| ---- | --------------------------------------------------------------------- | ---------- |
| 1    | Janet Gerhauser / Marilyn Thomsen / Marlyn Thomsen / John Nightingale | États-Unis |
| 2    | Mary Kenner / Vera Smith / Peter Dunfield / Peter Firstbrook          | Canada     |
| 3    | Jean Matzke / Elizabeth Royer / E. Newbold Black / Henry Mayer        | États-Unis |